# (22403) Manjitludher
(22403) Manjitludher (1995 LK) – planetoida z pasa głównego asteroid okrążająca Słońce w ciągu 3,53 lat w średniej odległości 2,32 j.a. Odkryta 5 czerwca 1995 roku.